# Damon sylviae
Damon sylviae är en spindeldjursart som beskrevs av Prendini, Weygoldt och Wheeler 2005. Damon sylviae ingår i släktet Damon och familjen Phrynichidae. Inga underarter finns listade i Catalogue of Life.